# Éditions Saint-Simon
 (avril 2025).
Les Éditions Saint-Simon sont une maison d'édition française, fondée en 2000, basée à Paris et gérée par la société : Les Éditions France Roque.

## Présentation
Depuis leur création, les Éditions Saint-Simon ont publié plus d’une centaine d’ouvrages d’auteurs français, anglais, allemands et américains sur des sujets de géopolitique, sciences humaines, sciences sociales et sciences exactes.
Les premières années de la maison ont été marquées par la publication de grands auteurs américains tels que Arthur Miller, Lewis Lapham ou Ron Suskind (en) et français, comme Jean Daniel ou Jacques Julliard.
Au nombre des auteurs de leur catalogue, les Éditions Saint-Simon comptent ensuite, entre autres, George Soros, Jacques Delors, Claude Revel, Pierre Moussa, ainsi que les Américains Thomas Friedman, Pamela DruckermanChristopher Hitchens ou l'historien britannique Niall Ferguson. Le cinéaste allemand Volker Schlöndorff y a également récemment publié un ouvrage ainsi que le cinéaste allemand Florian Henkel von Donnersmarck  (La Vie des autres, et l’Œuvre sans auteur).

## Parutions
- Éloge de la chance, de Philippe Gabilliet, 2012
- 10 Conseils utiles aux futurs dictateurs. Bien choisir sa femme, ses amis, ses ennemis..., de Bénédicte Lapeyre, 2012
- La Mer à l'aube - Les dernières heures de Guy Môquet, de Volker Schlöndorff, 2012
- Peut mieux faire ! Pour un renouveau des politiques de l'éducation, de Michel Dollé, 2012
- Les 25 Empires du désert. Une histoire du Proche et Moyen-Orient. Pour mieux comprendre aujourd’hui les convulsions du monde arabe, de Pierre Moussa, 2011
- Éloge de l'optimisme. Quand les enthousiastes font bouger le monde, de Philippe Gabilliet, 2010
- 2012 La fin du monde n'aura pas lieu, de Alain Cirou, 2010
- Ces hommes qui ont fait l'Amérique, de Felix Rohatyn, 2010
- La Twittérature. Les chefs-d’œuvre de la littérature revus par la Génération Twitter, de Emmet Rensin et Alexander Aciman, 2010
- Les Américains à Paris. Vie et mort sous l'occupation nazie, de Charles Glass (en), 2010
- L’Irrésistible Ascension de l’argent. De Babylone à Wall Street, de Niall Ferguson, 2009
- L'Art d'être infidèle, de Pamela Druckerman, 2009
- La Terre perd la boule. Trop chaude, trop plate, trop peuplée, de Thomas Friedman, 2009
- Le Second Rebond de la balle. Transformez vos risques en opportunités, de Ronald Cohen, 2008
- L'Europe tragique et magnifique. Les grands enjeux européens, de Jacques Delors, 2007
- La Terre est plate. Une brève histoire du XXIe siècle, de Thomas Friedman, 2006
- Le Roman noir de la Maison-Blanche. Les révélations de Paul O'Neill, ex-secrétaire au Trésor, de Ron Suskind (en), 2004
- L'Amérique bâillonnée, de Lewis Lapham, 2004
- Ces comédiens qui nous gouvernent, de Arthur Miller, mars 2002